# Global Warming (album Sonny’ego Rollinsa)
Global Warming – album studyjny amerykańskiego saksofonisty jazzowego Sonny’ego Rollinsa, wydany z numerem katalogowym MCD-9280-2 4007 w 1998 roku przez wytwórnię Milestone.

## Powstanie
Materiał na płytę został zarejestrowany podczas dwóch sesji: 7 stycznia 1998 (utwory 2, 4 i 5) oraz 28 lutego 1998 (utwory 1, 3 i 6) w Nowym Jorku. Producentem muzycznym był Sonny Rollins, a współproducentem Lucille Rollins.

## Lista utworów
Opracowano na podstawie materiału źródłowego:
| Nr | Tytuł utworu            | Muzyka        | Długość |
| -- | ----------------------- | ------------- | ------- |
| 1. | „Island Lady”           | Sonny Rollins | 9:07    |
| 2. | „Echo–Side Blue”        | Sonny Rollins | 7:15    |
| 3. | „Global Warming”        | Sonny Rollins | 6:30    |
| 4. | „Mother Nature’s Blues” | Sonny Rollins | 11:26   |
| 5. | „Change Patterns”       | Irving Berlin | 8:36    |
| 6. | „Clear–Cut Boogie”      | Sonny Rollins | 7:07    |
|    |                         |               | 50:01   |

## Muzycy
Opracowano na podstawie materiału źródłowego.
- Sonny Rollins – saksofon tenorowy
- Clifton Anderson – puzon (utw. 1, 3, 6)
- Stephen Scott – fortepian, kalimba w utw. 1
- Bob Cranshaw – gitara basowa
- Idris Muhammad – perkusja (utw. 2, 4, 5)
- Perry Wilson – perkusja (utw. 1, 3, 6)
- Victor See Yuen – instrumenty perkusyjne (utw. 1, 3, 6)